# بخش سن مارتین (مندوزا)
بخش سن مارتین (به اسپانیایی: Departamento San Martín) یک منطقهٔ مسکونی در آرژانتین است که در استان مندوسا واقع شده‌است. بخش سن مارتین ۱٬۵۰۴ کیلومتر مربع مساحت و ۱۰۸٬۴۴۸ نفر جمعیت دارد.